# تلفظ «ر» در انگلیسی
تلفظ «ر» در انگلیسی یا روتیسیته در انگلیسی (Rhoticity in English) تلفظ همخوان ر-گونه /r/ توسط انگلیسی‌زبانان است. وجود یا عدم وجود روتیسیته یکی از برجسته‌ترین تمایزاتی است که با آن می‌توان گونه‌های زبان انگلیسی را دسته‌بندی کرد. در گونه‌های روتیک، صدای تاریخی /r/ انگلیسی در تمام زمینه‌های تلفظ حفظ می‌شود. در گونه‌های غیر روتیک، گویندگان /r/ را در محیط‌های پساواکه‌ای تلفظ نمی‌کنند – یعنی زمانی که بلافاصله پیش از آن یک واکه (مصوت) باشد و پس از آن همخوان (صامت) دیگری نباشد.  برای نمونه به‌طور مجزا، یک گوینده روتیک انگلیسی کلمات hard و butter را به صورت /ˈhɑ:rd/ (هارد) و /ˈbʌtər/ (باتر) تلفظ می‌کند، در حالی که یک گوینده غیر روتیک صدای /r/ را «خفیف» یا «حذف» می‌کند و آن‌ها را به صورت /ˈhɑ:d/ (هاد) و /ˈbʌtə/ (باته) تلفظ می‌کند. هنگامی که r در انتهای واژه باشد اما واژه بعدی با یک واکه شروع می‌شود، مانند عبارت "better apples"، بیشتر گویندگان غیر روتیک در آن موقعیت /r/ را تلفظ می‌کنند، زیرا در این مورد r با یک واکه دنبال می‌شود.
انواع روتیک انگلیسی شامل گویش‌های جنوب غربی انگلستان، اسکاتلند، ایرلند و بیشتر ایالات متحده و کانادا است. انواع غیر روتیک شامل اکثر گویش‌های انگلستان امروزی، ولز، استرالیا، نیوزیلند و آفریقای جنوبی است. در برخی گونه‌ها، مانند برخی از بخش‌های جنوب و شمال شرقی ایالات متحده،  روتیسیته یک متغیر زبانی اجتماعی است: r پساواکه‌ای بسته به مجموعه‌ای از عوامل اجتماعی، مانند همبستگی بیشتر با وضعیت اجتماعی-اقتصادی پایین، سن بیشتر، هویت‌های قومی خاص و زمینه‌های صحبت غیررسمی حذف می‌شود.
شواهد به دست آمده از اسناد مکتوب نشان می‌دهد که از بین رفتن /r/ پساواکه‌ای به‌طور پراکنده در اواسط سده پانزدهم شروع شد، اگرچه املای بدون /r/- غیرمعمول بود و به اسناد خصوصی، به ویژه آن‌هایی که توسط زنان نوشته می‌شد، محدود می‌شد.  در اواسط سده هجدهم، /r/ پساواکه‌ای هنوز در بیشتر محیط‌ها تلفظ می‌شد، اما در دهه‌های ۱۷۴۰ تا ۱۷۷۰ اغلب به‌ویژه پس از واکه‌های باز به‌طور کامل حذف می‌شد. در اوایل سده نوزدهم، گویش معیار جنوب بریتانیا به‌طور کامل به گونه‌ای غیر روتیک تبدیل شد، اگرچه برخی تغییرات تا اواخر دهه ۱۸۷۰ ادامه یافت. 
از دست دادن /r/ پساواکه‌ای در انگلیسی بریتانیایی بر شهرهای بندری جنوب و شرق آمریکا که با بریتانیا ارتباط نزدیکی داشتند، تأثیر گذاشت و باعث شد که تلفظ طبقات بالای آن‌ها غیر روتیک شود در حالی که بقیه ایالات متحده روتیک باقی ماندند. تلفظ غیر روتیک تا دهه ۱۸۶۰، زمانی که جنگ داخلی آمریکا شروع به انتقال مراکز ثروت و قدرت سیاسی آمریکا به مناطقی با ارتباطات فرهنگی کمتر با نخبگان استعماری و بریتانیایی قدیمی کرد، همچنان بر گفتار ارجمند آمریکایی تأثیر گذاشت.  سخنرانی روتیک به‌ویژه پس از جنگ جهانی دوم به سرعت در ایالات متحده معتبر شد  و در گویش معیار ملی رادیو و تلویزیون از اواسط قرن بیستم با استقبال از /r/ تاریخی منعکس شد.